# Родна кућа глумца Тоше Јовановића
Родна кућа глумца Тоше Јовановића се налазила улици Тоше Јовановића број 28 у Зрењанину. Подигнута је у првој половини 19. века и некада је представљала непокретно културно добро као споменик културе од великог значаја.

## Изглед куће
Саграђена је као типична панонска кућа правоугаоне основе, са двоводним кровом покривеним трском. Зидана је од набоја, малтерисана, једноставне фасадне обраде, са забатном чеоном страном окренута ка улици. Имала је правоугаоне прозорске отворе, који су накнадно замењени прозорима мањих димензија. Кућа је прво претрпела велике измене у распореду просторија, затим и на екстеријеру.
На фасади куће, постављена је 1897. године спомен-плоча у част великог глумца. Текст на плочи је гласио:

У овој кући 1845. угледао је света драмски великан, Тоша Јовановић, уметник српски.

Одан музи уметности српске, делао је 28 година у храму српске Талије,

оживљавајући нам јунаке, на понос васколиког Српства.

Несравњени уметнички рад учинио га је неугасним светилом српског

краљевског позоришта у Београду где се 1893 у вечност преселио.

Срби Бечкеречани, дајући видљива знака дике и поноса према своме

земљаку, подигоше му ову споменицу 1897. године.

Иако проглашена за културно добро од великог значаја, кућа је срушена 1991. године.